# Bunkeri u Albaniji
Bunkeri u Albaniji bili su deo širokog fortifikacijog sitema izgrađenog u periodu između 1960. i 1986. godine za odbranu albanije od NATO snaga i Varšavskog bloka. Ovaj sistem koji je činilo preko 750 000 bunkera (u prosek  5,7 bunkera na svaki kvadratni kilometar), sagrađen je u vreme vladavine Envera Hodže, paranoičnog vođe, višegodišnjeg diktatora i najizolacionističkog staljiniste, od kraja Drugog svjetskog rata do njegove smrti 1985. godine.
Bunkeri su građeni po Hodžinom programu „bunkerizacija zemlje”, po kome je u svakom kutku tadašnje Narodne socijalističke republike Albanije, od planinskih prevoja do obale mora i gradskih ulica izgrađen sistem armiranobetonskih bunkera, koji nikada nije korišćen za predviđenu svrhu tokom godina u kojima je Hodža upravljao. Troškovi njihove izgradnje unazadili su goruće potrebe, ove u to vreme najsiromašnije zemlje u Evropi, jer je izostalo rešavanja problema loših puteva i nestašice stanova u zemlji.
Posle smrti Envera Hodže (1985) i političkih promena u Albaniji, od 1990. godine  bunkeri su postali privlačna atrakcija ze turiste, pa su neki pretvoreni u muzeje, kafiće, galerije...

## Istorija
Za vreme Drugog svetskog rata, albanski fašisti su energično pomagali Italijanima u njihovoj invaziji na Grčku (oktobar 1940) i čak učestvovali u (mada u vrlo malom broju) u muslimanskim formacijama koje su pomagale nemačkim SS trupama u represiji nad jugoslovenskim i albanskim pokretima otpora. Na kraju Drugog svetskog rata komunisti su preuzeli vlast u novembru 1944, pod vođom pokreta otpora, Envera Hodže.
Od 1945. do 1990, Albanija je imala jednu od najrepresivnijih vlasti u Evropi. Komunistička partija je formirana 1941. Svi koji su joj se protivili su bili eliminisani. Enver Hodža je došao na čelo partije. Počevši da vlada kao sovjetski saveznik, Hodža je nakon Staljinove smrti proglasio SSSR revizionističkim i anti marksističkim, a ubrzo su sve države Varšavskog pakta otkazale vernost Albaniji. Hodža je tada uzeo Kinu za saveznika Albanije, što je trajalo samo do 1977. godine, nakon čega je pokušao da zemlju učini samodostatnom. Nakon te te odluke tokom više decenija njegovog strahovladanja, Hodža je stvarao i uništavao odnose sa Beogradom, Moskvom i Kinom, uvek po svojim ličnim interesima. Zemlja je bila izolovana, prvo od strane zapada (zapadna Evropa, Kanada, SAD), zbog odnosa sa komunističkim zemljama, a kasnije čak i od komunističkog istoka.
U sklopu narušenih odnosa kako sa istokom tako i sa zapadom, Enver Hodža je smatrao da je Albanija ugrožena i naredio da se na području Albanije sagradi preko 750.000 bunker, po nekoliko na svakom kvadratnom kilometru. Za bunkere koji su izgrađeni u periodu između 1960. i 1980. godine, utrošene su velike sume novca, jer je izgradnja jednog bunkera u to vreme koštala koliko i da se napravi stan od 30 - 40 metara kvadratnih.
Godine 1985, Enver Hodža je umro, i Ramiz Alija je došao na njegovo mesto. Alija je prvo pokušao da prati Hodžine korake, ali se istočna Evropa već menjala: Mihail Gorbačov se pojavio na sceni Sovjetskog Saveza sa novom politikom (glasnost i perestrojka). Totalitarni režim je bio pod pritiskom SAD i Evrope i mržnjom sopstvenog naroda. Potpisao je Helsinški sporazum (koji su ostale zemlje potpisale 1975) koji obavezuje na poštovanje nekih ljudskih prava. Takođe je dozvolio pluralizam, i iako je njegova partija pobedila na izborima 1991. godine, bilo je jasno da se promene ne mogu zaustaviti. 1992. na opštim izborima je pobedila Demokratska stranka Albanije sa 62% glasova.
Od 1990. Albanija je orijentisana prema zapadu. Primljena je u Savet Evrope i u NATO. Albanska radna snaga je nastavila da emigrira u Grčku, Italiju, Evropu i Severnu Ameriku. Korupcija u vlasti je postajala sve očiglednija. Političari nisu ispunjavali nade naroda u brzu i ne previše bolnu tranziciju.
Nakon navedenih politički promena u Albaniji 1990-tih, a 5 godina nakon smrti Envera Hodže, jedan od simbola Albanije — 750.000 bunkera počeo je da zarasta u korov, jer su čuvene „pečurke" kako su ih neki zvali uglavnom zapuštene, iako nikad nisu ni doživele pravu svrhu, a pojedini bunkeri pretvoreni su u muzeje, kafiće, galerije, stanove ili predstavljaju mesta za tajne „ljubavne" sastanke.

## Konstrukcija
Prototip bunkera izgrađen je pedesetih godina 20. veka, pri čemu je glavni inženjer uveravao Hodžu da će konstrukcija bunkera izdržati napad iz tenka. Hodža je odlučio da tu tvrdnju testira, sa inženjerom iznutra tokom granatiranja bunkera. Kada je konstruktor izašao neozleđen od napada, započela je masovna gradnja bunkera.
- Mali bunker (Qender zjarri) međusobno povezani montažnim betonskim tunelom.
- Veliki bunker (Pike Zjarri)

Bunkeri su građeni od betona, čelika i gvožđa i bili su različite veličine od zaklona za jednu ili dve osobe sa prorezima za pištolje ili pušku, do velikih podzemnih skloništa za zaštitu od nuklearne bombe koji su bili namenjeni partijskim funkcionerima i državnoj birokratiji.
Najčešća vrsta bunkera je mala betonska kupola postavljena u zemlju s kružnim dnom koji se pruža nadole, dovoljno velika da jedna ili dve osobe stanu unutra. Poznati i kao albanski: Qender Zjarri („streljački zakloni“) ili „QZ bunkeri”, oni su bili montažni i preveženi su do krajnjih položaja, gde su ukopavani u zemlju. Sastoje se od tri glavna elementa: 
- hemisferna betonska kupola promera 3 m sa otvorom u vidu proreza,
- šupljeg cilindra za podupiranje kupole,
- spoljašnjeg zid debljine 60 cm većim od cilindra.

Prostor između cilindra i spoljnog zida ispunjavan je zemljom.
Na raznim mestima duž obale Jadranskog mora izgrađen je veliki broj „QZ bunkera” u grupama od po tri, koji su međusobno bili povezane montažnim betonskim tunelom. U načelu bunkeri u grupama postavljani su oko strateških tačaka širom zemlje ili u određenim linijama preko neke teritorija. Tirana koja je bila posebno snažno branjena, imala je na hiljade bunkera raspoređenih u u pedeset koncentričnih krugova širom grada.
Konstruktor „QZ bunkera” bio je albanski vojni inženjer Josif Zagali, koji je tokom Drugog svetskog rata ratovao sa partizanima a posle rata se obučavao u Sovjetskom Savezu. Posmatrajući kako klasična utvrđenja ponašaju u odnosu na ona u obliku kupole, ustanovio je da ona praktično nisu otporna na artiljerijsku vatru i bombe, za razliku od onih sa kupolom po kojoj se granata kotrljala s kupole. Ovo saznanje on je iskoristio za kreiranje naknadno sve prisutnijih bunkera u obliku kupole. Hodža je bio oduševljen dizajnom bunkera i naredio je izgrađenju više hiljada Zagalijevih bunkera.

### Komandni bunkeri i osmatračnice
Druga grupa bunkera bili su komandi bunkeri i osmatračnice, poznati pod nazivom  Pike Zjarri (strelište) ili PZ bunkeri, koji su takođe su takođe pravljeni  i montirane na licu mesta. Oni su daleko veći i teži od KZ bunkera (prečnika 8 metara). Napravljeni su od niza betonskih panela, svaki težine osam ili devet tona, koje su međusobno spajani i betonirani  na mestu kako bi formirali  kupolu. Potpuno sastavljene, teži između 350–400 tona.

### Veliki bunkeri i tuneli
Postojala je i treća kategorija većih „specijalnih struktura“ namenjenih za strateške svrhe. Najveći su bili bunkerski kompleksi iskopani u stenama neke planine. U Linzi blizu glavnog grada Tirane izgrađena je mreža tunela dužine oko 2 kilometra kako bi se pripadnici Ministarstva unutrašnjih poslova i Sigurimi (tajna policija) zaštitili od eventualnog nuklearnog napada.  Ukupno 8.000 tona betona i 4.000 tona metala utrošeno je za  izradu građevina sličnih tunelima ispod Linza, pokazuju podaci ministarstva vojske, kako bi ta mesta mogla da izdrže  bombardovanje ili eksploziju atomske bombe od 20. 000 tona - otprilike snage atomske bombe koja je pogodila Hirošimu.
Za sebe i svoje bliske saveznike, Enver Hodža je imao najmanje četiri (podzemna) skrovišta, od kojih je jedno bilo u planini Krbaba, samo nekoliko minuta udaljenoj od južnog dela Tirane.
Kako je bilo izgrađeno na hiljade kilometara tunela  za smeštaj političkih, vojnih i industrijskih sredstava, smatra se da je Albanija posle Severne Koreje zemlja sa najviše tunela na svetu. Tuneli su građeni u uslovima velike tajnosti, a inženjerskim timovima nije bilo dopušteno da vide objekat do kraja, ili je vršena rotacija graditelja od mesta do mesta na mesečnom nivou, nakon kraćeg odmora.

## Bunkeri posle smrti Envera Hodže
Program dalje bunkerizacije Albanije zaustavljen je ubrzo nakon smrti  smrti  Envera Hodže 1985. godine, ali je za sobom ostavio albanske gradove i sela okružene ogromnim brojem odbrambenih bunkera, i brojne probleme kako se rešiti ove ogromne strukture naslieđene od paranoičnih komunističkih vladara. Zato ovi bunkeri bezmalo pola veka i dalje dominiraju albanskim pejzažom. Novinar BBC je ove materijalne ostatke 1998. godine ovako opisao: 
| „ | Bunkeri kao neka strašila poređani su sa obe strane puta između Tirane i gradskog aerodroma. Od pada komunizma 1991. godine, oni su izgubili svoju vojnu funkciju i postali mesto za ljubavnike ili, u većini slućajeva dom za hiljade interno raseljenih ljudi...a njihova izgradnja koštala je mnogo više od zloglasne Mažino linije u Francuskoj. | ” |

Na njihovu uklanjanje uticala je čvrstina njihove izrade.. Neki su uklonjeni, posebno u gradovima, ali na selu je većina bunkera jednostavno napuštena. Neke se ponovo koriste kao štale za smeštaj životinja ili kao skladišta; drugi su napušteni  zbog visokih troškova uklanjanja.
Zbog velike tajnosti  komunističkog režima albanskoj postkomunističkoj vladi nedostaju i dana  informacija o tome kako su bunkeri korišćeni, ili čak koliko ih je izgrađeno. Tokom 2004. godine albanski zvaničnici otkrili su u jednom od njih zaboravljeno skladište sa 16 tona hemijskog oružja u nezaštićenom bunkeru, udaljenom samo 40 kilometara od Tirane. Vlada Sjedinjenih Američkih Država dala je Albaniji 20 miliona dolara da uništi ovo oružje.
Na drugim mestima napušteni bunkeri postaju smrtonosna opasnost. Samo u 2008. godini, najmanje pet ljudi na letovanju utopilo se kada su ih uhvatili vrtlozi koje su stvorile vodene struje oko bunkera koji su se uvalili u more. Albanska vojska je sprovela programe uklanjanja bunkera duž obale, izvlačeći ih iz zemlje modifikovanim tenkovima tipa t-59.

### Bunkeri u građanskom ratu u Albaniji
Iako bunkeri nikada nisu korišćeni u pravom ratnom sukobu tokom vladavine Envera Hodže, neki su našli primenu u građanskim sukobima koji su među Albancima izbili devedesetih godina 20. veka.
Tako su na primer tokom građanskog rata u Albaniji, stanovnici Sarande na jugu Albanije zauzeli položaje u bunkerima širom grada, i koristili ih kao zaštitu u borbama između vladinih trupa i pobunjenika.

### Bunkeri u vreme sukoba na Kosovu
Kako su nakon izbijanja rata na Kosovu i Metohiji 1999. godine, pogranična sela u Albaniji, u kojima su bile baze Oslobodilačke vojske kosova, više puta granatirana od strane srpske artiljerije koja su se nalazile na obližnjem Kosovu, lokalno stanovništvo je koristilo bunkere kao zaklon od granatiranja.
Izbeglice sa Kosova u Albaniju toku sukoba na Kosovu i Metohiji krajem 1990-tih  takođe su koristile bunkere kao privremena skloništa sve dok ih agencije za pomoć ne bi premestiti u kampove pod šatore.
Oslobodilačka vojska Kosova koristila je bunkera kao odbrambene položaje tokom rata na Kosovu i Metohiji, mada to nije bilo bez rizika; jer su u nekoliko slučajeva, bunkeri duž albanske granice sa Kosovom pogrešno  bombardovani od strane NATO aviona.

### Bunkeri kao stambeni prostor
Nedostatak stambenog prostora posle pada komunističkog režima 1990-tih primorao je neke Albance da osnuju domaćinstvo u napuštenim bunkerima, iako je nedostatak vode i sanitarnih uslova oko naseljenih bunkera ubrzo stvaralo zagađenu i nezdravu sredinu.
Praktična namena bunkera
Bilo je različitih često i bizarnih predloga šta da se radi  sa bunkerima poput onih: da se pretvore u pećnice za picu, solarne grejače, košnice, farme gljiva, bioskope, kolibe na plaži, cvećare za sadnju, hostele za mlade, kioske itd.
Nekoliko bunkera našlo je i kreativniju namenu. U primorskom gradu Draču jedan bunker na plaži pretvoren je u restoran pod nazivom alb. Restaurant Bunkeri, a jedan drugi bunker u Đirokastri pretvoren je u kafić.
Bunker kao romantični kutak za zaljubljene

Neki Albanci i Albanke su koristili bunkera u romantičnije svrhe. U zemlji u kojoj je donedavno nedostajalo automobila, bunkeri su postali popularno mesto za seksualne radnje zaljubljenih parova, ili preljubnika; ili kako je to slikovito opisao putopisac Toni Vheeler... 
| „ | Devičanstvo u Albaniji se danas gubi u Hodžinim bunkerima onoliko često koliko je nevinost američkih devojaka nekada gubljena na zadnjim sedištima automobila | ” |

### Bunkeri kao muzeji i galerije
U novembru 2014. godine jedan od najvećih bunkera, u blizini Tirane namenjen zaštiti  Envera Hodže i njegovih najbližih saradnika od  od nuklearnog napada, pretvoren je u svojevrsnu turističku destinaciju – muzej (sa eksponatima iz Drugog svetskog rata i komunističkog perioda.), umetničku galeriju i višenamenski prostor za brojne kulturne sadržaje. Tako je nastao Bunk'Art posvećen razdoblju od fašističke okupacije u Albaniji do kasnijeg razdoblja izolacionističke socijalističke diktature. Isprepleten mnoštvom dokumenata, fotografija i muzejskih instalacija, ovaj muzej je inspirisanim istinitim sadržajima iz istorije Albanije. Tako je u bunkerima nastao jedinstveni način prezentacije koji predstavlja ali i spaja — estetske diskurse, strategiju očuvanja pamćenja vezanog za politiku i arhitektonsku baštinu ali i turističke sadržaje, jer nudi posebno snažan primer postsocijalističkog političkog manevra u istoriji i kulturi u odnosu na nedavnu socijalističku prošlost Albanije. 
U bunkerima nastali muzeji prepuni su artefakata iz doba komunizma: knjiga sa tehničkim uputstvima, satovima sovjetske izrade, kineskim sefovima označeni velikom crvenom zvezdom i jednostavnim krevetima oštećenim vlagom -  treba da podseća na četiri decenije, 1945. do 1985., kada je Albanija bila najizoliranija zemlja u Evropi, praktično odsečena od sveta.

### Bunkeri kao motiv za suvenire
Albanski bunkeri su postali i svojevrstan turistički simbol Albanije. Držači olovaka, pepeljare i drugi predmeti u obliku bunkera postali su jedan od najpopularnijih turističkih suvenira u zemlji, u kojoj je turizam u ekspanziji. Tako je na primer jedna serija suvenira u obliku bunkera promovisana kupcima pod ovim sloganom: 
| „ | Pozdrav iz zemlje bunkera. Pretpostavili smo da ne možete sebi priuštiti da kupite veliki bunker. | ” |

## Spoljašnje veze
- Bunkeri i dalje "čuvaju" Albaniju
- Mushrooms of Concrete from International Documentary Film Festival Amsterdam (jezik: engleski)
- Paranoid Dictator’s Communist-Era Bunkers Now a National Nuisance from Wired Magazine (jezik: engleski)
- Awaiting the Enemy that Never Came: The Bunkers of Albania from Atlas Obscura (jezik: engleski)
- Underground Bunker of Enver Hoxha Official Website (jezik: engleski)
- Albania Has a Bunker Problem Архивирано на веб-сајту  (29. јануар 2016) from War is Boring (jezik: engleski)
- Albania hopes to lure tourists with tours around secret communist nuclear bunkers from The Daily Mail (jezik: engleski)
- In case of World War III, Albania among top safest countries according Express (jezik: engleski)